# Дружество за разпространение на полезни знания
Дру̀жество за разпространѐние на полѐзни зна̀ния е обществено-културно сдружение на българите в Букурещ. Създадено е по инициатива на Любен Каравелов в началото на 1872 г.
То е отговор на недоволството на т.нар. „млади“ сред българската емиграция във Влашко от дейността на Българското книжовно дружество в Браила. Задачите му са да увеличи знанието на българския народ, да извършва културно-пропагандаторска и просветна дейност, да издава научнопопулярно списание, учебници и учебни помагала. По устав дружеството не се занимава с политическа дейност.
Председател на дружеството е Димитър Хадживасилев. В периода 1875 – 1878 г. издава списание „Знание“. През 1875 г. е отпечатан преводът, направен от Христо Ботев на „За славянското произхождение на дунавските българе“ от Д. Иловайски. Дружеството преустановява дейността си след Априлското въстание от 1876 г.